# Dorastająca nadzieja
Dorastająca nadzieja (ang. Raising Hope, 2010–2014) – amerykański serial komediowy nadawany przez stację Fox od 21 września 2010 roku do dziś. W Polsce jest nadawany od 7 stycznia 2011 roku na kanale HBO.
10 marca 2014 roku stacja FOX zdecydowała o zakończeniu serialu.

## Opis fabuły
Beztroskie życie dwudziestotrzyletniego Jimmy'ego Chance'a (Lucas Neff) zmienia się, gdy poznaje piękną Lucy (Bijou Phillips) i wdaje się z nią w gorący romans. Wkrótce okazuje się, że dziewczyna jest ściganą przez prawo przestępczynią, na której ciąży poważny wyrok. Lucy zostaje aresztowana. Gdy kilka miesięcy później Jimmy odwiedza ją w więzieniu ze zdziwieniem odkrywa, że jest w ciąży i w dodatku twierdzi, że to on jest ojcem dziecka. Na świat przychodzi dziewczynka i Jimmy zmuszony jest zająć się małą córeczką i stawić czoło trudom ojcostwa.

## Obsada

### Główni
- Lucas Neff jako James "Jimmy" Chance
- Martha Plimpton jako Virginia Chance
- Garret Dillahunt jako Burt Chance
- Shannon Woodward jako Sabrina

### Drugoplanowi
- Cloris Leachman jako Maw Maw
- Bijou Phillips jako Lucy Carlisle
- Kate Micucci jako Shelly
- Gregg Binkley jako Barney
- Ray Santiago jako Javier
- Jermaine Williams jako Marcus

## Odcinki
| Sezon | Sezon | Odcinki | Oryginalna emisja   | Oryginalna emisja | Oryginalna emisja | Oryginalna emisja | Oryginalna emisja |
| Sezon | Sezon | Odcinki | Premiera sezonu     | Finał sezonu      | Premiera sezonu   | Finał sezonu      |                   |
| ----- | ----- | ------- | ------------------- | ----------------- | ----------------- | ----------------- | ----------------- |
|       | 1     | 22      | 21 września 2010    | 17 maja 2011      | 7 stycznia 2011   | 3 czerwca 2011    |                   |
|       | 2     | 22      | 20 września 2011    | 17 kwietnia 2012  | 10 stycznia 2012  | 12 czerwca 2012   |                   |
|       | 3     | 22      | 2 października 2012 | 28 marca 2013     | 2 lutego 2013     | 29 czerwca 2013   |                   |
|       | 4     | 22      | 8 listopada 2013    | 4 kwietnia 2014   | 1 lutego 2014     | 28 czerwca 2014   |                   |